# Woodhead-kommissionen
Woodhead-kommissionen (officielt Palestine Partition Commission) var en britisk kommission, der blev oprettet i 1938 med det formål at anbefale "en detaljeret" delingsplan for Mandatområdet i Palæstina, herunder en anbefaling i forhold til konkrette grænser og undersøgelse af økonomiske og finansielle aspekter af Peel-planen.
Kommissionen blev udpeget i slutningen af februar 1938 og gennemførte sine undersøgelser fra april til begyndelsen af august 1938. Den afviste Peel-kommissionens plan hovedsagelig med den begrundelse, at den krævede en stor forflytning af arabiske borgere. I stedet præsenterede kommissionen to andre mulige planer. Kommissionen argumenterede for en ændring til delingsplanen, som ville danne et tilfredsstillende grundlag for afvikling af Mandatområdet, hvis den britiske regering samtidig ville acceptere "den meget betydelige finansielle forpligtelse" dette involverede, så den arabiske stats statsbudget kunne ballancere. I denne plan (Plan C) ville hele Galilæa og en korridor fra Jaffa til Jerusalem forblive under britisk administration.
Kommissionen offentliggjorde sine konklusioner den 9. november 1938, hvorefter den britiske regering afviste den forestående deling af Palæstina, da den indebar uoverkommelige "politiske, administrative og økonomiske problemstillinger". Efterfølgende, fra februar til marts 1939, afholdte Storbritannien en konference i London, hvor de forskellige parter i konflikten var inviteret, så de kunne drøfte situationen og finde frem til et kompromis. Forud for konferencen i London havde Malcolm MacDonald, den britiske minister for kolonier, erklæret, at hvis de to parter (jøderne og araberne) ikke kunne nå til enighed om en løsning, ville den britiske regering selv indføre en løsning. Idet parterne ikke var nået til enighed efter fem en halv uge, valgte den britiske regeringen derfor selv at indføre en løsning. Denne løsning er senere blevet offentliggjort som Hvidbogen af 1939.

## Oversigt
Araberne fornyede deres oprør efter offentliggørelsen af Peel-kommissionens rapport. Dette afstedkom, at det britiske kabinet i al hemmelighed stemte imod delingsplanen den 8. december 1937. Woodhead-kommissionen blev derpå udpeget og havde formelt til opgave at implementere Peel-forslagene – men i praksis havde kommissionen til opgave at undergrave dem. Kommissionen bestod af Sir John Woodhead, en tidligere administrator i Indien; Sir Alison Russell, en advokat; Percival Waterfield, Thomas Reid og to indiske embedsmænd. Kommissionen fik til opgave at undersøge Peel-kommissionens plan i detaljer for at "anbefale grænser for de foreslåede arabiske og jødiske områder og enklaverne, der skal bibeholdes permanent eller midlertidigt under det britiske mandat" og "at undersøge og rapportere om de økonomiske og finansielle spørgsmål involveret i opdeling, som der skal træffes beslutninger om." Udnævnelsen af kommissionen blev dog, af det britiske ministerium for kolonier, anset som et instrument, der skulle frigøre Storbritannien fra dets forpligtelse overfor delingsplanen. I overensstemmelse med en beslutning fra det britiske kabinet blev Woodhead i hemmelighed informeret om, at det var inden for kommissionens beføjelse at beslutte, at "ingen brugbar plan kunne fremstilles". Sir George Rendel, højtstående leder i det britiske udenrigsministerium, gjorde sit yderste for at sikre, at kommissionen ville nå frem til den "korrekte konklusion", ved at forsøge at påvirke valget af personale og forelægge sit eget memorandum for kommissionen som bevis.
Kommissionen tilbragte mere end tre måneder i Palæstina, hvor den over 55 sessioner gav ørenlyd til forskellige personer og betragtninger. Ingen arabere deltog i sessionerne, omend kong Abdullah af Transjordanien skrev til Woodhead og udtrykte støtte til en deling og modtog kommissionen i Amman.
Kommissionen fandt, at en selvforsørgende arabisk stat kun kunne etableres, hvis den "indeholdt et stort antal jøder, hvis bidrag til skatteindtægter ville afstedkomme af statens budgetter ville balancere."  Da den arabiske stat ville bruge sine landområder til landbrug, mens den jødiske stat ville brug det til industri, foreslog kommissionen en toldunion.
I deres rapport undersøgte de tre mulige modifikationer til Peel-kommissionens forslag, som de kaldte Plan A, B og C. Disse planer foreslog oprettelsen af en jødisk stat omgivet af en større arabisk stat og en britisk zone. De tre planer er som følger:

### Plan A
Plan A var baseret på Peel-planen, hvor grænserne dog var blevet optegnet "mere præcist, så de dannede grundlag som en rettesnor". Den foreslog en jødisk kyststat, en britisk mandatkorridor fra Jerusalem til kystbyen Jaffa, og resten af Palæstina fusionerede med Transjordan til en arabisk stat. Jaffa (uden Tel Aviv) var inkluderet i mandatkorridoren i Peel-planen, men i den arabiske stat i Plan A. Under Plan A blev det anslået, at den arabiske stat ville have 7.200 jøder og 485.200 arabere, og den jødiske staten ville have 304.900 jøder og 294.700 arabere. 

### Plan B
Plan B var den samme som Plan A, bortset fra at den reducerede størrelsen af den jødiske stat ved at tilføje Galilæa til det permanent mandatområde og den sydlige del af regionen syd for Jaffa til den arabiske stat. Under Plan B ville den jødiske stat have 300.400 jøder og 188.400 arabere (50.000 i Haifa-distriktet), mens 90.000 arabere og 76.000 jøder ville fortsætte med at leve under britisk styre.

### Plan C
Plan C var en yderligere modifikation til den oprindelige Peel-plan, som ville reducere den jødiske stat til kystregionen mellem Zikhron Yaakov og Rehovot. Her ville det nordlige Palæstina, inklusive Jizreel-dalen, og hele den halvgolde del af det sydlige Palæstina falde under britisk mandatkontrol, indtil den arabiske og jødiske befolkning kunne blive enige om deres endelige tilhørsforhold. Et væsentligt træk ved planen var en toldunion mellem den arabiske stat, den jødiske stat og områderne under britisk mandatkontrol.
Plan C anbefalede:
- En jødisk stat på 1.258 kvadratkilometer, i to dele: Den nordlige del ville være en kyststribe 15-20 km bred fra Tel Aviv til Zichron Ya'acov, mens den sydlige del ville være en mindre region inklusiv Rehovot. Befolkningen ville indledningsvis udgøre omkring 226.000 jøder og 54.400 arabere.
- En arabisk stat på 7.393 kvadratkilometer, der i store træk bestod af det som vi i dag kender som Vestbredden og Gazastriben. Desforuden bestod staten af en bred korridor, der forbandt disse landområder. Ligeledes ville den arabiske stat også omfatte byen Jaffa . Befolkningen ville indledningsvis bestå af ca. 8.900 jøder og 444.100 arabere.
- Tre mandatområder under britisk kontrol: hele Galilæa (som havde en befolkning bestående af ca. 77.300 jøder og 231.400 arabere), en enklave som bestod af bl.a. Jerusalem og Lydda (som havde en befolkning bestående af ca. 80.100 jøder og 211.400 arabere) og afslutningsvis Negev-regionen fra Beersheva (som havde en befolkning bestående af ca. 60.000 arabere) .

## Konklusioner
Kommissionens rapport blev offentliggjort den 9. november 1938 og konkluderede, at ingen delingsplan kunne udvikles inden for kommissoriet. Ifølge Woodhead-kommissionens medlemmer, ville der ikke være stort håb om succes for en eventuel etablering af selvforsørgende arabiske og jødiske stater inden for kommissoriet. Kommissionen udtænkte dog mulige alternative planer.
Kommissionen afviste Plan A, som var kommissionens fortolkning af Peel-planen. Begrundelsen herfor byggede hovedsageligt på, at den ville kræve en stor forflyttelse af arabere for at reducere antallet af arabere i den foreslåede jødiske stat. Den britiske regering havde dog allerede afvist Peels forslag om, at en sådan forflyttelse skulle være obligatorisk, og Kommissionen mente, at en frivillig forflyttelse ikke kunne forventes at finde sted på grund af den arabiske befolknings "dybe tilknytning til landet". Derudover forventede man udviklingsvanskeligheder for den arabiske del af befolkningen.  For det andet blev tilskrivningen af Galilæa til den jødiske stat anset for uønsket og problematisk, da befolkningen her "næsten udelukkende [er] araber". Araberne, der boede der, ville sandsynligvis modstå inklusion med magt, og muligheden ville skabe et "minoritetsproblem", der truede den regionale stabilitet.
Plan B blev forkastet, til trods for at et medlem af kommissionen gik ind for dette. Problemet med Galilæa blev betragtet som fatalt for Plan B. At inkludere dette område i den arabiske stat ville skabe et stort sikkerhedsproblem for den jødiske stat, mens at fastholde området på ubestemt tid under britisk mandatkontrol ville fratage den store arabiske befolkning dens ret til uafhængighed. Dispositionen i forhold til Haifa blev også anset som problematisk, idet cirka halvdelen af byens befolkning var jødisk.
Plan C blev foretrukket af kommissionen. Denne plan var en ændring af opdelingen, som ville danne et tilfredsstillende grundlag for en løsning, hvis Storbritannien var parat til at yde finansiel støtte til den arabiske stat. I denne plan ville hele Galilæa og en korridor fra Jaffa til Jerusalem forblive under britisk mandatkontrol.
To medlemmer af kommissionen tilføjede også forbehold. Russell argumenterede for, at Plan B var at foretrække over Plan C, da denne mere var i overensstemmelse med Peel-kommissionens plan, mere tilbøjelig til at sikre fred og mere retfærdig og praktisk. Reid hævdede, at alle tre planer var mangelfulde.

### Økonomi og finanser
Kommissionen erklærede også, at der var finansielle og økonomiske vanskeligheder "af en sådan karakter, at vi ikke kan finde nogen mulig måde at overvinde dem inden for vores kommissorium." Den fandt, at "det ikke er muligt, i henhold til vores kommissorium, at anbefale grænser, som vil give en rimelig udsigt til den endelige etablering af en selvforsørgende arabisk stat. Denne konklusion er, efter vores mening, også gyldig under Plan C, Plan B og enhver anden delingsplan, der ikke indebærer en arabiske stat, der indeholder et stort antal jøder, hvis bidrag til skatteindtægter alene ville sætte denne stat i stand til at balancere sit budget." De foreslog, at de arabiske og jødiske stater ikke fik skattemæssig uafhængighed, men den britiske regering i stedet accepterede "det meget betydelige økonomiske ansvar"  og yde tilstrækkelig bistand til at sætte den arabiske stat i stand til at balancere sit budget.
I et offentliggjort resumé af hans resultater identificerede Woodhead to årsager til, at den arabiske stat ville få økonomiske vanskeligheder. For det første betalte jødiske borgere i Palæstina et meget højere skattebidrag pr. indbygger end arabiske borgere, og alle delingsplaner ville efterlade få jøder i den arabiske stat. For det andet lå størstedelen af de arabiske rigdomme på de steder, der ville blive en del af den jødiske stat på grund af deres store jødiske befolkning. For eksempel, selvom arabere og jøder havde omtrent den samme mængde jord under citrusdyrkning, ville mindre end en tredjedel af den arabiske jord være i en foreslået arabiske stat."
Kommissionen foreslog en modificeret form for delingsplan kaldet "økonomisk føderalisme", hvor de to stater ville indgå i en toldunion med de territorier, der forblev under britisk mandatkontrol, og overlod det til de britisk-kontrollerede myndigheder af mandatområderne til at fastlægge en finanspolitik. Ifølge rapporten: "Toldindtægterne ville blive opkrævet af det britiske mandatområde, og nettooverskuddet ville, efter at have korrigeret for fællesudgifter, blive fordelt mellem de tre områder i henhold til en aftalt formel, med forbehold for periodisk revision. . . Kommissionen foreslår, at hvert områdes andel i første omgang bør være en tredjedel. . . For at sætte den arabiske stat i stand til at balancere sit budget uden at underlægge den for ekstern økonomisk kontrol, bør den modtage en supplerende andel af mandatområdernes andel. . . Denne ordning kunne om ønsket udvides til at omfatte intern kommunikation (jernbaner, poster og telegrafer), og dermed fjerne visse åbenlyse administrative vanskeligheder som følge af opdeling. Selv om denne ordning tilbageholder skattemæssig autonomi fra de arabiske og jødiske stater, forekommer det Kommissionen, med visse forbehold, at dette danner et tilfredsstillende grundlag for et forlig, forudsat at hans Majestæts regering er parat til at påtage sig det betydelige økonomiske ansvar" forbundet med at balancere det arabiske statsbudget.

## Kritik
Tidligere koloniminister Leo Amery hævdede, at opdelingen var blevet afvist "af de forkerte grunde." Han sagde, at Peel-planen baserede sit forslag på områder, hvor "jøder og arabere allerede dominerede", mens det også gav jøderne tilstrækkeligt territorium til betydelig immigration. Woodhead-kommissionens forsøg på at inkludere færreste arabere i jødiske områder og omvendt førte til planer, der ikke var levedygtige. Desuden var implikationen af planerne, at en selvforsørgende arabisk stat måtte "fortsætte med at nyde de bekvemmeligheder, som jødisk virksomhed og beskatning heraf havde bragt til Palæstina." Ifølge Amery kunne ingen ordning implementeres under sådanne forudsætninger.

## Efterspil
Woodhead-kommissionens rapport blev præsenteret for parlamentet og offentliggjort den 9. november 1938. Som en konsekvens udsendte regeringen en politisk erklæring om, at "de politiske, administrative og økonomiske vanskeligheder involveret i forslaget om at skabe uafhængige arabiske og jødiske stater i Palæstina er så store, at dette forslag til en løsning af problemet anses upraktisk." 
Det jødiske agenturs ledelse svarede, at Woodhead-rapporten ikke kunne "tjene som grundlag for nogen forhandlinger, hverken mellem jøderne og araberne eller mellem det jødiske agentur og den [britiske] regering."
På trods af Storbritanniens meddelelse om, at planen var upraktisk, antydede den, at en arabisk-jødisk aftale stadig var mulig. I 1939 inviterede Storbritannien derfor repræsentanter for Palæstina-araberne, repræsentanter for de arabiske nabostater og det jødiske agentur til London for at deltage i et tredje forsøg på at løse krisen. Denne konference er kendt som London-konferencen eller St. James-konferencen (undertiden også kendt som Round Table-konferencen). Anbefalingerne blev i sidst ende afvist af både jøder og arabere.

## Eksterne links
- Woodhead-kommissionens rapport